# Chocozoen
Een chocozoen of zoen is een kleine, ronde lekkernij die uit de hand gegeten wordt en het midden houdt tussen een koekje en een gebakje. Een chocozoen bestaat uit een dunne koepel van chocolade of cacaofantasie gevuld met gezoet  eiwitschuim waarbij een dunne wafel de bodem vormt.
Het gebakje staat onder uiteenlopende aanduidingen bekend, waaronder zoen en in Vlaanderen mellowcake, zie het kopje Naam. Verwijzend naar het glanzende bruin dat aan een negroïde huid doet denken, werden veel namen bedacht die controversieel geworden zijn; in Nederland negerzoen, in Vlaanderen negerinnentet.
De vulling bestaat uit luchtig geklopt eiwit, verstevigd met bijvoorbeeld agaragar, gelatine of lecitine.

## Geschiedenis
De voorganger van dit gebak werd omstreeks 1800 in Denemarken gecreëerd. De moderne variant is in de 19e eeuw in Frankrijk ontstaan en werd gemaakt uit een luchtige schuimmassa die werd overgoten met een laag chocolade. Aan het begin van de 20e eeuw werden ze ook buiten Frankrijk verkocht. Na de Tweede Wereldoorlog kwam de fabrieksmatige massaproductie van het gebak op gang in West-Duitsland en midden jaren vijftig ook in Nederland.

### Nederland

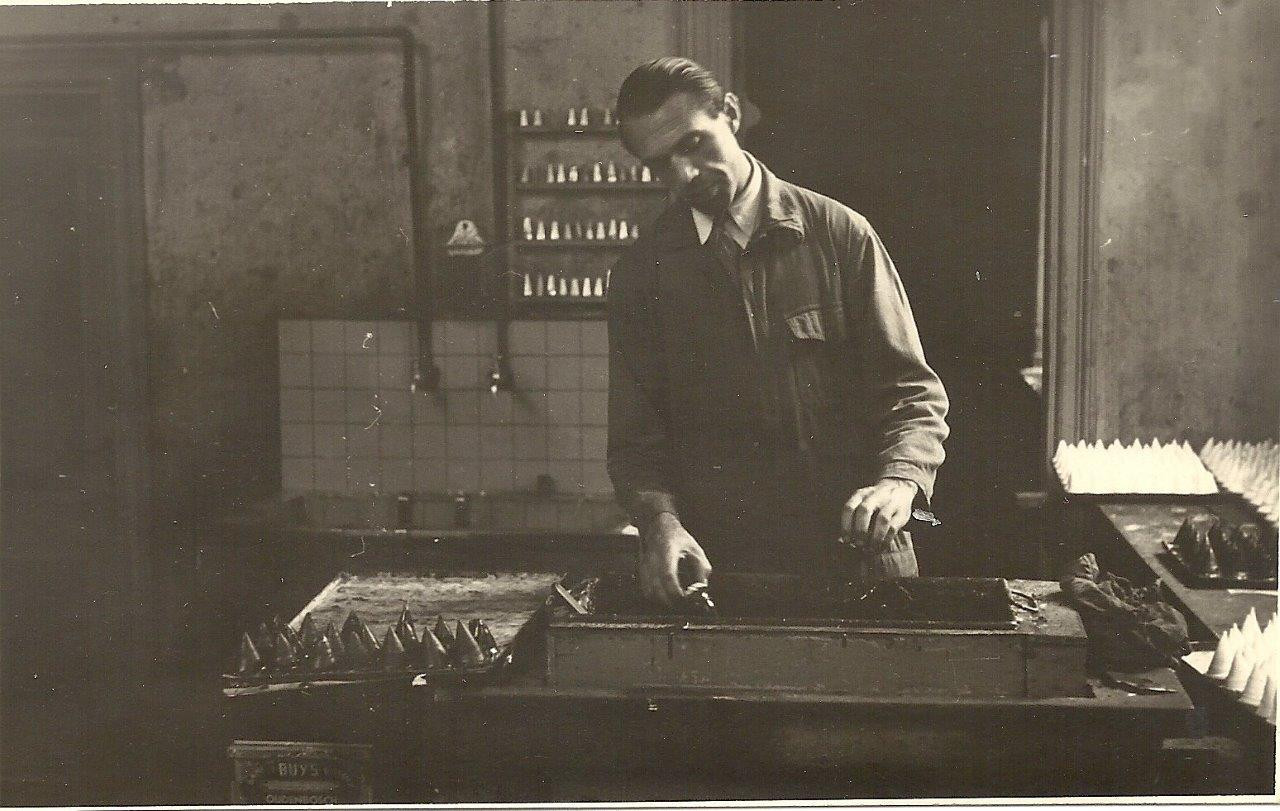
Een vroege foto van de bereiding van chocozoenen bij fabrikant Buys, jaren twintig

In Nederland adverteerde een Bredase firma al in 1915 met negerzoentjes, maar de stap naar industriële productie werd pas na de Tweede Wereldoorlog gezet door bakkerij B.P. Buijs Banket en biscuit in Oudenbosch. In Nederland zijn ook andere fabrikanten met deze zoetwaren op de markt gekomen, waaronder Dickmann's.
Buijs was sinds 1890 actief als banketbakker en kwam in 1920 met de negerzoen. Het handwerk werd in 1957 in navolging van West-Duitsland vervangen door machinale productie en uiteindelijk konden er 350.000 negerzoenen per dag geproduceerd worden. Buijs stootte de andere bakkersproducten af en wijzigde vanwege export naar het buitenland zijn naam in Buys. Branchegenoot Van der Breggen BV in Tilburg nam in 1997 de fabriek over en verplaatste in 2003 de productie naar Tilburg. In 2006 werden er 25.900 chocozoenen per uur geproduceerd, meer dan honderd miljoen per jaar.

## Receptuur
Fabrieksmatig worden de chocozoenen opgebouwd vanaf de wafeltjes, die lijken op de wafels van ijsjes. De vulling wordt gemaakt van eiwit met suiker, waarin tijdens het opkloppen kokende suikersiroop wordt gegoten. Door de warmte van de siroop gaart het eiwitmengsel langzaam, waardoor het opstijft, vergelijkbaar met de receptuur voor noga. Dit wordt op het wafeltje gespoten. De vulling, die plakkerig is van de suiker, is na enkele uren opstijven stevig genoeg om ondersteboven in vloeibare chocolade gedoopt te worden. Na afkoeling is de vulling ingesloten door de chocolade en is de zoen klaar voor consumptie. 

## Naam
De oorspronkelijke Deense variant van omstreeks 1800 werd flødebolle genoemd. Fløde duidt op room, crème of schuim en het geheel is een schuimbol. De naam wordt nog steeds gebruikt, maar is ook een minachtende aanduiding voor een blaaskaak.
In navolging van Denemarken werd de lekkernij in vele Europese landen vervaardigd, vaak in eerste instantie met naamvarianten die naar het woord neger verwijzen: Negerkuss in Duitsland, negerzoen in Nederland, Negerkys/Negerbolle in Denemarken, Tête de nègre in Frankrijk, Negerinnentet in Vlaanderen (tet is een dialectwoord voor de vrouwenborst) enzovoorts. In Oostenrijk, Zwitserland en Zuid-Duitsland worden ze Mohrenkopf of Schwedenbomben ("Zweedse bommen") genoemd.
Van der Sijs (2002) dateert het oudste voorkomen van negerzoen ('met geklopt eiwit gevuld koekje, overtrokken met chocolade') op 1950, maar blijkens een annonce in de Bredasche Courant van 14 januari 1915 werd het woord ook toen al gebruikt. Meerdere fabrikanten in verschillende landen hebben in de loop der tijd de handelsnaam gewijzigd omdat die als discriminerend of racistisch kan worden ervaren. Negerküsse werden Schokoküsse of Schaumküsse, Franse Têtes de nègre werden Bisous de Mousse, Engelse Negro kisses werden Angel Kisses en Finse Neekerin suukot werd Brunberg suukot.
In 2005 drong de Stichting Eer en Herstel er bij de Nederlandse fabrikant Van der Breggen op aan om de tot dan door deze massaproducent gebruikte naam negerzoen te veranderen. Bij de fabrikant was de herkomst van de naam onbekend. Volgens manager Jos Verhoeven is de naam mogelijk ontstaan doordat iemand die een chocozoen eet bruine lippen krijgt en als die een ander een kus geeft, dat een kus van een neger werd genoemd." Van der Breggen deed vervolgens onderzoek naar de gevoeligheid van het woord "negerzoen" en besloot zijn zoenen voortaan te verkopen als "Buys Zoenen". De koekfabrikant stelde op zijn website: "Buys Zoenen zijn de opvolgers van onze alom bekende negerzoenen, die al 86 jaar populair zijn bij jong en oud. Na zorgvuldig markt-, merk-, en consumentenonderzoek vonden we het tijd de productnaam te moderniseren. Sommige mensen vinden het jammer dat de naam negerzoenen verdwijnt, omdat ze die al zo lang kennen. Er zijn echter ook mensen die minder enthousiast zijn over de benaming. Daar hebben we alle begrip voor. Buys Zoenen moeten zijn voor iedereen."
Later meldde dagblad Trouw dat de rel rond de naamsverandering een actie van de marketingafdeling was. Met 'Buys zoenen' zou gemakkelijker te variëren zijn met themazoenen, zoals de WK-zoen, de zomerzoen en de Valentijnszoen. Dat mensen zich nu minder gekwetst voelen is slechts een bijkomstigheid, volgens de woordvoerder van het bedrijf.

## Varianten

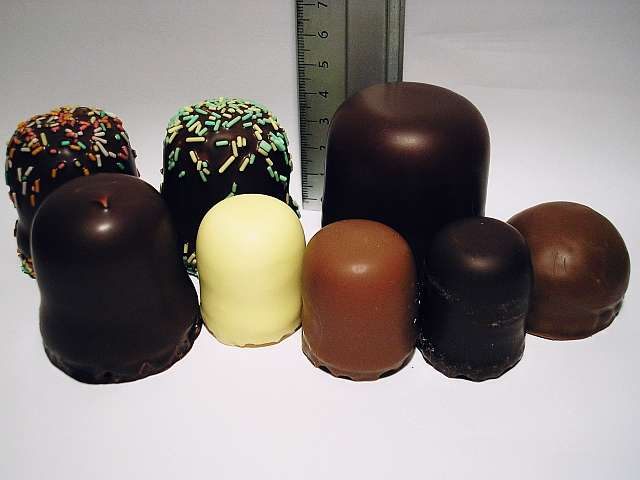
Van links naar rechts: partyzoen, chocozoen, paaszoen, mini- en Super Dickmanns en melo cake of mallo.

De chocozoenen zijn inmiddels in verschillende varianten verkrijgbaar, onder andere met:
- smaakaroma's als rum of vanille
- een vulling met rozijnen of krenten
- amandel-, walnoot- of kokos- of fantasiestrooisel over de chocolade
- een witte, melk of pure chocoladelaag

Een iets meer afwijkend product is in de Verenigde Staten van Amerika bekend als mallomar. Variaties hierop worden in Nederland onder andere verkocht als Melo Cakes (van Milka) en Mallo's (van Confibel). Deze hebben een steviger en kruimiger koekje of biscuitje als basis (in plaats van een wafeltje) met daarop een wat taaier schuim dat meer richting marshmallow gaat.

## Trivia
- Er zijn in Nederland nog meer lekkernijen met historische namen die als racistisch of beledigend kunnen worden opgevat: moorkop, Eskimo-ijs en zigeunersaus. De Nederlandse herintroductie van "jodenvet" in 2005 leidde tot discussie. Jamin gebruikt vanaf dat jaar alleen nog de term borsthoning.[20]
- De toenmalige dichter des Vaderlands Driek van Wissen schreef in 2006 een snelsonnet over dit onderwerp.

## Galerij

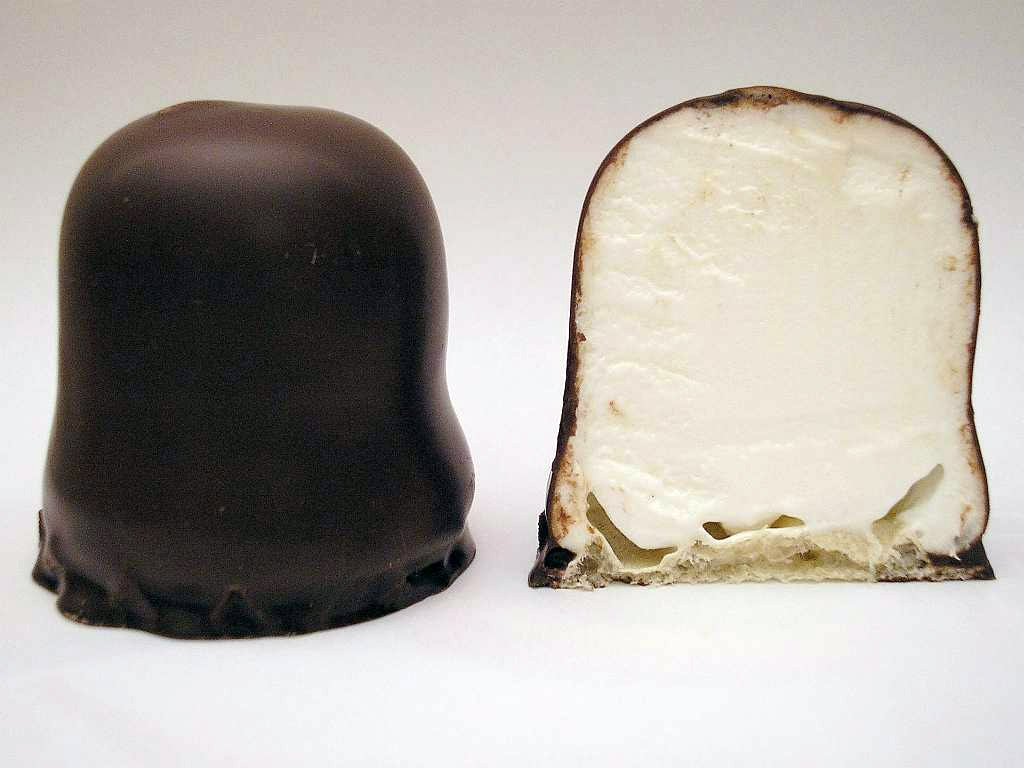
Dwarsdoorsnede
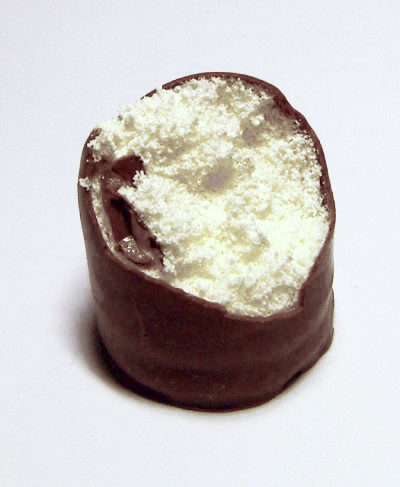
Afgehapt exemplaar
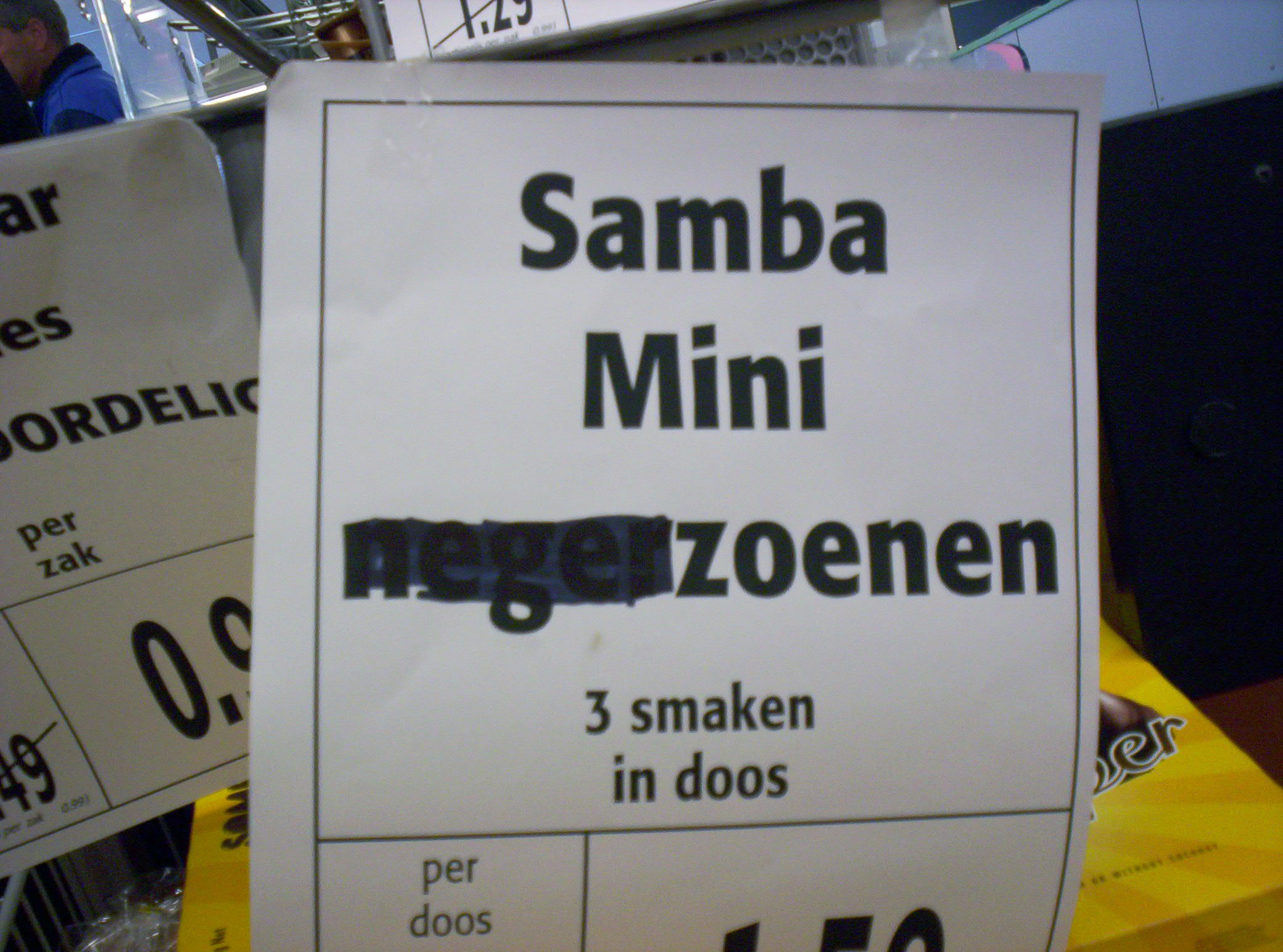
Aanbieding in een C1000 in Deurne. Het woord neger is hier doorgehaald vanwege de naamsverandering